# Ch'uxña Quta (Charazani)
Ch'uxña Quta (aymara ch'uxña grön, quta sjö, också Choiña Kkota, Chojnacota, Chojñacota) är en sjö i Bolivia.   Den ligger i departementet La Paz, i den västra delen av landet, 600 km nordväst om huvudstaden Sucre. Ch'uxña Quta ligger 4 502 meter över havet.